# Piedone d'Egitto
Piedone d'Egitto è un film del 1980 diretto da Steno. È il quarto e ultimo film della quadrilogia di Piedone.

## Trama
Il professor Cerullo, uno stravagante scienziato, ha denominato "tropelio" una specie di coleottero che lui stesso ha scoperto nel petrolio (il nome dell'insetto, infatti, è l'anagramma della parola petrolio). Naturalmente il mondo intero ha sete dell'oro nero e il professor Cerullo viene rapito dagli uomini di un ricco egiziano, Zakar, che vuole tenersi per sé i benefici di questa scoperta. Da Napoli, dove è avvenuta la scomparsa, partono per l'Egitto il commissario Rizzo, detto "Piedone" e il suo collaboratore, il brigadiere Caputo; i due, tuttavia, vengono seguiti anche dal piccolo Bodo, il bambino di colore adottato da Piedone.
Appena giunti a Il Cairo, i poliziotti napoletani devono prendere atto della diffidenza di Hassan, capo di una tribù che vive nel deserto, e dell'aggressiva gelosia di altri europei, come Jack Connors, detto "Lo svedese". Dalla loro parte, invece, si schiera l'industriale Edward Burns la cui nipote, Connie, viene anch'essa rapita. Il commissario Rizzo riesce tuttavia a stringere un'amicizia con Hassan, il quale ha come unico obiettivo quello di vendicare la morte di suo fratello Omar, avvenuta per mano dello svedese. Al momento della battaglia decisiva, il commissario Rizzo si finge prigioniero di Hassan e viene condotto da Zakar, ritrovando il piccolo Bodo con Caputo, il professor Cerullo, Connie e suo zio. Così Rizzo può sgominare i malfattori aiutato anche dal tenente Kebir, fidanzato di Connie e comandante di un reparto di guardie egiziane alle quali vengono affidati i briganti.

## Accoglienza

### Incassi
Il film si è classificato al 34º posto tra i primi 100 film di maggior incasso della stagione cinematografica italiana 1979-1980.

## La saga diPiedone
- Piedone lo sbirro (1973)
- Piedone a Hong Kong (1975)
- Piedone l'africano (1978)
- Piedone d'Egitto (1980)
- Piedone - Uno sbirro a Napoli (2024) – spin-off televisivo